# 壇蜜
壇 蜜（だん みつ、1980年〈昭和55年〉12月3日 - ）は、日本のタレント、女優、グラビアモデル。結婚前の本名および旧芸名は齋藤 支靜加（さいとう しずか）。現在の本名は清野 支靜加（せいの しずか）。夫は漫画家の清野とおる。
芸能事務所はエクセルヒューマンエイジェンシーを経て、現在はフィット所属。いくつかの職歴を経て、グラビアモデルとして芸能活動を始める。トレードマークの長い黒髪と妖艶な雰囲気で注目され、映画やテレビドラマ、バラエティ番組などに数多く出演。男性誌のグラビアのみならず、女性誌でも人気を博している。また、日本舞踊坂東流の師範も務めている。芸名の「壇蜜」は仏教から自分で考えたもので、「『壇』は仏壇、『蜜』はお供え物を意味する」と述べている。また、名字なしで“壇蜜”という名のみの芸名と思われることが多いが、実際には“壇”が姓、“蜜”が名である。

## 来歴
父はツアーコンダクター、母は保育士。母の実家がある秋田県横手市で生まれ、1歳の時に父親の仕事の関係で東京都へ移住、社会人になるまで世田谷区で過ごす。区内の昭和女子大学附属昭和小学校に入学後は、内部進学で昭和女子大学附属昭和中学校・高等学校、昭和女子大学文学部英米文学科に進学。小学生の頃に読んだ『ゴルゴ13』をきっかけに、性的な事柄に興味を持ち始める。中学生の頃には大人びた女性だったことから、同級生に「愛人」と呼ばれていた。
大学時代にはアメリカ・ボストンへの留学を経験。また、日本語の教員免許を取得したものの、就職活動が上手くいかず、服部栄養専門学校へ通学し調理師免許を取得。和菓子工場、銀座のクラブでホステスを経て、和菓子店の出資の際に知り合ったという知人の死をきっかけに、葬祭の専門学校である日本ヒューマンセレモニー専門学校へ通学し、遺体衛生保全士資格（民間資格）を取得するなど、様々な経歴を持つ。
当初は和菓子店を開業することを考えていたが、先述の経緯や「死がタブー視されている世の中を疑い、疑う前に内側を知りたい」と思い立ったことから、進路を変更したと話している。
葬儀場で働いたことが、現在の芸名につながっている。葬儀場での採用は「面接で白いワイシャツに黒いブラジャーを透けさせたら受かった」と語っている。
2009年9月、ゲーム『龍が如く4 伝説を継ぐもの』のオーディションを受け、キャバ嬢役で出演。
2010年3月には『週刊SPA!』の一般公募型グラビア企画「美女タレント発掘プロジェクト どるばこ」に、余っていたプロフィール写真を送付して、グラビアデビュー。
2010年7月、当初は芸能活動は考えていなかったが、芸能事務所にスカウトされたことと、撮られるということに悦びを感じたことで、グラビアアイドルになることを決意。同時に、芸名を「壇蜜」に改名。
デビュー後はグラビアアイドルとして活動。2012年以降、多数のテレビ番組に出演。バイセクシャルの公言や、「脱ぐことは天命」など、エロチシズムを感じさせるトークや独特な表現で認知度を増している。
2012年12月、第15回みうらじゅん賞を受賞。大みそかには「WBA世界スーパーフェザー級王座統一戦」でラウンドガールを務めた。
2013年4月、事務所をフィットワンに移籍。
2013年4月、『お天気お姉さん』で、連続ドラマ初出演を果たす。

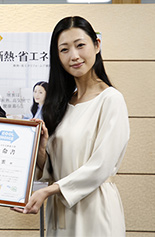
2017年10月、環境省にて

2019年11月22日、『櫻井・有吉 THE夜会』（TBS系列、2017年3月2日放送分）での共演がきっかけで知り合い、交際していた漫画家の清野とおると結婚。ファンクラブ限定公式サイトで報告した。
2023年3月29日、水曜日パートナーを務める『大竹まこと ゴールデンラジオ!』（文化放送）で途中退席。4月5日の放送も欠席して、4月12日の放送で体調不良のため当面休養することを発表した。7月5日、約3か月振りに出演したが、8月9日、体調不良のために再び欠席。12月6日より復帰した。
2024年3月に、所属事務所のフィットの破産が報道されたが、『大竹まこと ゴールデンラジオ!』内で同じマネージャーと仕事を続けられていることを明らかにした。

## 人物

### 『週刊少年マガジン』におけるインタビュー
- 漫画に関しては気に入ったものを単行本で買う程度だが、『マガジン』は雑誌でも買って読んでいたという。好きな漫画は宮島礼吏の漫画『AKB49』で、その作者の宮島が「野球漫画などのスポ魂ものを描きたかった」というインタビュー記事を読んだことで、その作品が「スポ魂テイスト」である理由を知った[36]。

### その他
- 大型自動二輪免許所持[1]。出演映画『星めぐりの町』では、初めて劇中でバイク運転を披露した[37]。
- 一部メディアにおいて「大学時代に英語科の教員免許を取得」と紹介されることがあるが、実際はカリキュラムを終えたのみであり、免許は取得していない[注 3]。
- スーパーマーケット「西友」の常連であることをブログ等で度々発言しており、「普段着ている洋服なども全部西友」「私から西友をとったら何も残らない」とまで発言している[38]。2013年には冬のギフトキャンペーンのCMに起用された[39][40]。結婚発表後の記者会見において（夫となった清野とおるとの）馴れ初めやプロポーズについて聞かれた際、「買い物をした帰りに、西友の前で清野さんの方から（プロポーズされた）」と発言したが[41]、2024年12月に発表された清野のノンフィクション漫画[42]の中で、そのくだりは訂正されている[注 4]。
- 静岡放送元アナウンサーの原田亜弥子は小学校からの同級生で交流があり、壇が結婚した際にラジオニュースで読んだ[44]。
- ラジオ番組『壇蜜の耳蜜』内で、「食生活について、『無類の肉好きで、お肉しか食べない』という誤った情報が以前広まっていたが、魚肉も好んで食べる。中でもホッケを好み、コイの洗いなど癖のある魚料理も食べ、大抵の魚は食べられる」と発言している（ただし、ニシンは苦手）[45]。お肉（特に焼肉）については、「焼肉は自分では焼かず、家族やマネージャーに焼いてもらったものしか食べない」と、同番組内で何度か発言している。
- 子どもを持たないという選択をしており、「正直に言えば、子どもを成人まで育て上げて、家族一緒にかけがえのない思い出を作るというストーリーよりも、私と清野さんの2人で作り上げていく何かのほうが魅力的だった、というのが正直なところです。」と語っている[46]。

## 受賞歴
- 第37回日本アカデミー賞 新人俳優賞（『甘い鞭』）[47]

## 出演
太字は主演。

### 映画
- 私の奴隷になりなさい（2012年11月3日公開) ‐ 主演・香奈 役[48][49][50][51][52]
- 体脂肪計タニタの社員食堂（2013年5月25日公開） - 看護師 役
- フィギュアなあなた（2013年6月15日公開） - ガラスバーダンサー 役
- 甘い鞭（2013年9月21日公開） - 主演・奈緒子 役[53]
- 地球防衛未亡人（2014年2月8日公開） - 主演・天野ダン 役
- サンブンノイチ（2014年4月1日公開） - 元キャバ嬢のSM嬢 役
- 関ヶ原（2017年8月26日公開） - 妙善 役[54]
- BRAVE STORM ブレイブストーム（2017年11月10日公開） - 春日ひとみ 役
- 星めぐりの町（2018年1月27日公開） - 島田志保 役
- 食べる女（2018年9月21日公開） - 米坂ツヤコ 役[55]
- 人間失格 太宰治と3人の女たち（2019年9月13日公開） - 太宰行きつけのバーのマダム 役
- 魔進戦隊キラメイジャー THE MOVIE ビー・バップ・ドリーム（2021年2月20日公開） - ミンジョ 役[56]
- ハチとパルマの物語（2021年5月28日公開） - 秋田犬の里館長 役[57][58]
- BAD CITY（2023年1月20日公開） - 小泉香 役

### テレビドラマ
- 匿名探偵 第6話・最終話（2012年11月23日・12月7日、テレビ朝日） - 服部睦月 役[59]
  - 匿名探偵 第2期 第8話（2014年8月29日） - 山村サキ 役
- GTO 正月スペシャル、冬休みも熱血授業だ（2013年1月2日、関西テレビ・フジテレビ系） - キャバクラ嬢・茜 役[60][61][62]
- お天気お姉さん（2013年4月12日 - 6月7日、テレビ朝日） - 倉木蜜代 役
- 半沢直樹 第1部 第1話 - 第5話（2013年7月7日 - 8月11日、TBS） - 藤沢未樹 役
- 衝撃ゴウライガン!!（2013年10月 - 12月27日、テレビ東京） - 神崎ルリカ 役
- 悪夢の六号室（2013年12月27日、ABCテレビ） - 主演・町田鮎子 役[63]
- 星新一ミステリーSP「華やかな三つの願い」（2014年2月4日、フジテレビ） - 主演・由香里役
- 珈琲屋の人々（2014年4月6日 - 5月6日、NHK BSプレミアム） - 木綿子 役
- ブラック・プレジデント（2014年4月8日 - 6月17日、関西テレビ・フジテレビ系） - 吉岡美紀 役
- 俺のダンディズム 最終話（2014年7月2日、テレビ東京） - 三津藤子 役
- アラサーちゃん 無修正（2014年7月26日 ‐ 10月11日、テレビ東京） - 主演・アラサーちゃん 役
- 連続テレビ小説（NHK）
  - 花子とアン（2014年） - 雪乃 役[64]
  - まんぷく（2019年） - 木ノ内秀子 役[65]
- かぶき者 慶次（2015年4月9日 - 6月18日、NHK） - 雫 役
- 経世済民の男 第一部『高橋是清』（2015年8月22日 ‐ 29日、NHK） - お君 役
- 恋の三陸 列車コンで行こう!（2016年2月27日 - 3月12日、NHK）- 石堂美沙子 役
- 夏目漱石の妻 最終回（2015年10月15日、NHK） - 大塚楠緒子 役
- お母さん、娘をやめていいですか?（2017年1月13日 - 3月3日、NHK） - 立原真紀 役
- 精霊の守り人II 悲しき破壊神（2017年1月21日 - 3月25日、NHK） - トリーシア 役
- こんにちは、女優の相楽樹です。 第2話（2017年3月13日、テレビ東京）
- 4号警備 第5話（2017年5月6日、NHK） - 馬場奈津子 役
- 釣りバカ日誌 Season2〜新米社員 浜崎伝助〜 最終話（2017年6月16日、テレビ東京） - 滝沢鮎子 役
- ウチの夫は仕事ができない（2017年7月8日 - 9月16日、日本テレビ） - 黒川晶 役
- フリンジマン〜愛人の作り方教えます〜第2話（2017年10月15日、テレビ東京） - 宮部ゆき 役
- ホリデイラブ（2018年1月26日 - 3月16日、テレビ朝日） - 坂口麗華 役[66]
- 命売ります 第3話（2017年1月27日、BSジャパン） - 城山愛理 役
- 戦争めし（2018年8月11日、NHK） - 井澤奈緒 役[67]
- みかづき（2019年2月2日 - 23日、NHK） - 一枝 役
- 日曜プライム「警視庁・捜査一課長スペシャル」（2019年7月7日・14日、テレビ朝日） - 運野和菓子 役[68]
- Living（2020年5月30日・6月6日、NHK） - ドングリ 役（声）
- 京阪沿線物語〜古民家民泊きずな屋へようこそ（2021年1月10日 - 、テレビ大阪） - 本庄七海 役
- いいね! 光源氏くん し〜ずん2 第三絵巻 - 第四絵巻（2021年6月21日・28日、NHK） - 紫さん 役
- ホメられたい僕の妄想ごはん 第3話（2021年7月25日、BSテレ東） - 秋田の美人農家 役[69]
- 旧車探して、地元めし 第2話（2022年2月26日、チャンネルNECO ） - 未亡人 役[70]
- 定年オヤジ改造計画（2022年7月25日、NHK BSプレミアム、BS4K） - カスミ 役[71][72]

### ネットドラマ
- CROW'S BLOOD（2017年7月27日 - 8月27日、Hulu） - 吉川栄子 役[73]
- 東京BTH〜TOKYO BLOOD TYPE HOUSE〜（2018年12月7日、Amazonプライム・ビデオ） - 第3話ゲスト[74]
- 中3、冬、逃亡中。（2020年3月8日 - 3月29日、ひかりTVチャンネル+） - 結城花菜 役[75]
- 恋する男たち 最終話（2020年12月18日、Paravi） - 田丸愛子 役[76]

### 舞台
- 朗読劇「ラヴ・レターズ」秋田市文化会館 大ホール(2022年2⽉20日)[77]

### 情報番組
- サンデージャポン（2012年9月23日 - 11月11日、11月25日 - 12月9日、TBS）
- 久米書店 〜ヨクわかる!話題の一冊〜（2014年4月6日 - 2016年9月25日、BS日テレ）
- バイキング（2014年7月22日 - 8月28日、フジテレビ）夏休みスペシャルレギュラー
- 久米書店midnight〜夜の本の虫〜（2016年10月7日 - 2017年3月31日、BS日テレ）

### ドキュメンタリー・教養番組
- 青春ブレイクスルー〜29歳の大逆転・壇蜜（2014年8月13日、NHK BSプレミアム）
- 関口宏の「そもそも」（2014年9月27日 - 、NHK BSプレミアム） - 司会
- にっぽん紀行 男たちの居場所〜秋田 井川町〜（2014年11月3日、NHK総合、NHKワールド・プレミアム） - 案内人
- 壇蜜　死とエロスと旅〜ネパール・カトマンズ・ヒマラヤ〜（2014年12月29日、NHK BSプレミアム） - 旅人
- テレビで中国語（2015年度、NHK Eテレ）[78]
- 六角精児の呑み鉄本線・日本旅（NHK BSプレミアム） - ナレーション
  - 「のと鉄道を呑む!」（2015年4月12日）
  - 「夏・山形鉄道を吞む!」（2015年8月23日）
  - 「晩秋の北海道・留萌本線を呑む!」（2015年12月5日）[79]
  - 「春・小湊鉄道、いすみ鉄道を呑む!」（2016年4月9日）[80]
  - 「夏・根室本線（花咲線）を呑む!」（2016年8月7日）[81]
  - 「秋・指宿枕崎線を呑む!」（2016年11月30日）[82]
  - 「冬・津軽鉄道、弘南鉄道を呑む！」（2017年3月5日）[83]
  - 「春・島原鉄道を呑む!」（2017年4月12日）[84]
  - 「夏・石勝線（夕張支線）を呑む! 」（2017年8月23日）[85]
  - 「秋・三江線を呑む!」（2017年11月29日）[86]
  - 「冬・野岩鉄道、会津鉄道を呑む!」（2018年2月18日）[87]
  - 「春・予土線、土佐くろしお鉄道を呑む!」（2018年4月28日）[88]
  - 「夏・釧網本線を呑む!」（2018年8月18日）[89]
  - 「秋・天竜浜名湖鉄道を呑む!」（2018年12月1日）[90]
  - 「冬・肥薩線・くま川鉄道を呑む」（2019年2月23日）[91]
  - 「春・九頭竜線・長良川鉄道を呑む!」（2019年5月18日）
  - 「夏・石北本線を呑む!」（2019年8月24日）
  - 「秋・近江鉄道・信楽高原鐵道を呑む!」（2019年12月18日）
  - 「冬・日南線を呑む!」（2020年2月12日）
  - 「春・京都丹後鉄道を呑む」 （2020年4月24日）
  - 「総集編」 （2020年8月29日）
  - 「秋・関東鉄道・真岡鐡道を呑む！」 （2020年11月27日）
  - 「総集編パート２」 （2021年3月6日）
  - 「春・秩父鉄道を呑む！」 （2021年4月30日）
  - 「夏の特別編」 （2021年8月27日）
  - 「秋・宗谷本線を呑む！」 （2021年12月17日）
  - 「がんばれ東北・三陸鉄道を呑む！」 （2022年3月12日）
  - 「春・鳥取の鉄道を呑む！」 （2022年4月30日）
  - 「サンライズ＆四国の鉄道を呑む！」 （2022年7月30日）
  - 「夏・室蘭本線、日高本線を呑む！」 （2022年9月18日）
  - 「秋・久大本線を呑む！」 （2022年11月25日）
  - 「冬・長野の鉄道を呑む!」  （2023年3年12日）
  - 「全線運転再開記念 只見線を呑む！」 （2023年7月29日）
  - 「特別編 音楽たっぷりスペシャル！」 （2024年3月8日）
  - 「春・予讃線、伊予鉄道を呑む！」 （2024年5月7日）
- ニュースなハローワーク（2015年9月28日 - 10月19日、テレビ東京） - 司会[92]
- 歴史秘話ヒストリア 第235回「あなたはボクの女神様! 〜文豪・谷崎潤一郎と女たち〜」（2015年11月11日、NHK総合） - 谷崎松子 役[93]
- 趣味どきっ!「恋する百人一首」（2015年12月 - 2016年1月（全8回）、NHK Eテレ）[94]
- ファミリーヒストリー 第84回「104点の古文書発見 祖父が遺したカメラ」（2016年3月24日、NHK 総合） - ゲスト
- 壇蜜と、天才画家の影法師 〜異彩 小田野直武の故郷角館を歩く旅〜（2016年11月19日、秋田放送） - 旅人
- カッティングエッジ 世界を変える科学者たち（2019年11月17日）[95]
- サウナを愛でたい （2019年3月22日[96]・2020年1月14日[97]、3月31日 - 、BS朝日） - ナレーション[98]
- 宇宙の人気番組「いとしの地球アワー」（2021年5月5日、NHK総合） - 宇宙人MC（安田顕とともに）

### 音楽番組
- NHK『第64回NHK紅白歌合戦』（2013年12月31日） - 藤あや子応援ゲスト（日本舞踊による歌唱サポート）

### バラエティ番組
- 壇蜜のエプロンディナー（2012年10月 - 2013年6月、アイドル専門チャンネルPigoo） - 競演:ユリオカ超特Q
- 業界用語の基礎知識 壇蜜女学園（2013年1月8日 - 3月26日、5いっしょ3ちゃんねる・ひかりTV共同制作）
- だんくぼ（2013年4月4日 - 2014年3月25日、テレビ朝日）
- 壇蜜古画（2013年7月25日 - 9月26日北海道テレビ放送）
  - 壇蜜古画 第二章（2014年10月2日 - ）
  - 『壇蜜古画スペシャル』（2015年4月4日）
- パンチラコンプレックス #3、#5、#6』（エンタ!959）
- 愛しのメロンパン #32、#35、#36、#65（テレ朝チャンネル）
- ギルガメッシュLIGHT（2012年1月13日 - 12月21日、BSジャパン）[99]
- スッキリ!ラブコレ女子（2012年10月3日 - 10月24日、tvk）
- 七人のコント侍 第14期（2016年6月 - 、NHK BSプレミアム）[100]
- バイタルTV 壇蜜BAR オトナの蜜会（2017年11月10日 - 、BS-TBS ）
- たとえBAR（2018年8月18日・2019年3月30日、NHK総合） - BARの常連客[101][102]
- ご近所さんは世界から!（2019年4月3日 - 2020年3月25日、BS-TBS） - ナビゲーター

### Web番組
- シャテンTV「DMラボ」（2010年10月18日 - 2011年4月18日）
- ZAK THE QUEEN 2011 1st STAGE「Eカップ壇蜜、元納棺師の“異色”グラドル」[103]
- 映画『新少林寺』公開記念 水着で新少林寺 - 月刊チャージャー[104]
- グラビアン魂（2011年11月29日）[105]
- 角川文庫×ニコニコ超夏祭り4時間SP〜TVCMを掛けたナマケット書評バトル開催〜（2012年8月19日）
- 『私の奴隷になりなさい』新刊ラジオ 10月19日号[106]
- Ustream「映画すきすぎ!」ゲスト（2012年12月3日）[107]
- ニコニコ生放送『輝け!第15回みうらじゅん賞』（2012年12月25日）
- ニコニコ生放送『ガールズシーエッチ開設記念 男子禁制!オンナの成人式‼』（2013年1月14日）
- Aircon+「壇蜜+」（2013年1月25日、エアーコントロール）
- Aircon+「壇蜜+2」（2013年5月31日、エアーコントロール）

### ラジオ
- 高田純次・河合美智子の東京パラダイス（2011年3月5日、文化放送）[108]
- 高田純次 毎日がパラダイス（2012年10月9日 - 11日、文化放送）
- 高田文夫のラジオビバリー昼ズ（2012年10月10日、ニッポン放送）[109]、2013年2月19日[110]
- テリー伊藤のフライデースクープ そこまで言うか!（2012年12月1日（電話出演）・2012年12月28日（スタジオ生出演）、ニッポン放送）
- みうらじゅんのサントラくん（2013年1月14日、NHKラジオ第1）
- 大沢悠里のゆうゆうワイド（2013年4月16日、TBSラジオ）[111]
- 小島慶子のオールナイトニッポンGOLD（2013年4月17日、ニッポン放送）
- 壇蜜の耳蜜（2013年5月3日・6月14日・7月1日 - 2023年3月23日、文化放送） - 初の冠ラジオ番組
- 高校講座・保健体育（2016年4月 - 、NHKラジオ第2） - サブ講師[112]
- DJ壇蜜のSM（Selected Music）（2017年5月5日、8月17日、2018年5月3日・4日、11月23日、2019年5月2日、8月16日、12月30日、2020年2月24日、12月29日、2021年5月4日、NHKラジオ第1・NHK-FM）
- FMシアター 「空振りホームラン」（2017年12月9日、NHK-FM） - グローブ 役[113]
- 大竹まこと ゴールデンラジオ!（2018年4月4日 - 、文化放送） - 金曜日パートナー[114]

### CM・イメージキャラクター
- ソフトバンクモバイル UULA オリジナルドラマ「I LOVE YOU」（TV-CM）
- サントリー 『超ウコン』 （TV-CM、2013年）
- 森下仁丹『梅仁丹120』「「じゅわ〜っと」ほろずっぱい」篇（TV-CM、2013年）
- 映画『テッド』ブルーレイ/DVD発売（TV-CM、2013年）
- JAグループ・JA全農あきた『あきたこまち』デビュー30周年記念企画 イメージキャラクター
  - 「消費者さまへメッセージ」篇・「生産者さまへメッセージ」篇（企業CM）、「目覚めなさい」篇・「朝日」篇・「旅」篇（TV-CM、2013年）
  - 「あなたはおかず。私はあきたこまち」（TV-CM、2016年）[115]
- ラ・ボーテジャパン『リガオス 薬用 スカルプケアシャンプー』「○○するの?」篇（TV-CM、2013年）
- 西友『冬ギフト』「壇蜜」篇（TV-CM、2013年）
- みずほ銀行「年末ジャンボ」（TV-CM、2013年）
- 富士フイルム「お正月を写そう♪2014鶴松家の新年会」（TV-CM、2014年）
- ダイハツ工業「ムーヴ」（TV-CM、2014年）
- みつばち保険グループ（TV-CM、2014年）
- 日本映画専門チャンネル『大人ノ深夜』イメージキャラクター（2014年）
- シービック「デオナチュレ」シリーズ・『男デオナチュレ』イメージキャラクター（2014年）
- JR九州「決めなきゃ、ダメ?　大分VS鹿児島」（2014年8月 - ）[116]
- グラフィコ『優月美人 よもぎ温座パット』「ぬくい女の温座パット」篇（TV-CM、2014年）
- サントリー 「オールフリー『あの人の為〜忘年会』篇」 （TV-CM、2014年）
- 自衛隊「平成27年度自衛官募集CM」（2015年）[117]
- アンダーツリー キコーナグループ（PACHINCO & SLOT）（2015年）[118]
- アートネイチャー「4DM」（2017年 - ）
- 宮城県「涼・宮城の夏」[119]（2017年）
- 環境省「省エネ住宅推進大使」（2017年 - ）[120]
- カーコンビニ倶楽部 (2017年 -)角田信朗、柴田英嗣（アンタッチャブル）、上地由真と共演。
- スクウェア・エニックス「星のドラゴンクエスト」（2018年）山下真司と共演。
- 総務省『電波利用環境保護周知啓発活動』（ポスター・ネット動画、2020年）[121]
- 内閣府大臣官房政府広報室『ゆきどけ荘』（2020年）[122][123]
- 秋田県「サキホコレ」
  - （2022年 -）[124]
  - （2023年10月 - ）[125]

### ゲーム
- 龍が如く4 伝説を継ぐもの（2010年） - キャバ嬢 役※声も出演

### パチスロ
- PACHISLO 言い訳はさせないわよ by壇蜜 〜腕を磨いてきなさい〜（2020年7月 - ）

### PV
- SoulJa×中村舞子 デジタルシングル「What's your name? collaboration with 壇蜜」（2013年7月24日）
- ティーナ・カリーナ「しもた」（2013年11月13日、デフスターレコーズ）
- 仙台貨物「一撃!SHABAZO伝説!!」（2014年4月6日、avex trax）

## 作品

### キャラクターソング・歌唱楽曲
| 発売日        | 商品名                                                    | 歌                                         | 楽曲                           | 備考                                     |
| ------------- | --------------------------------------------------------- | ------------------------------------------ | ------------------------------ | ---------------------------------------- |
| 2010年3月24日 | 龍が如く4 伝説を継ぐもの オリジナルサウンドトラック Vol.2 | 支靜加（齋藤支靜加）                       | 「rain drops 〜齋藤 支靜加〜」 | ゲーム『龍が如く4 伝説を継ぐもの』関連曲 |
| 2010年3月24日 | 龍が如く4 伝説を継ぐもの オリジナルサウンドトラック Vol.2 | 桐生一馬（黒田崇矢）、支靜加（齋藤支靜加） | 「神室純恋歌〜桐生&支靜加〜」  | ゲーム『龍が如く4 伝説を継ぐもの』関連曲 |
| 2012年11月3日 | 私の奴隷になりなさい ORIGINAL SOUNDTRACK 主題歌「fade」   | 壇蜜                                       | 「fade」                       | 映画『私の奴隷になりなさい』主題歌       |

### 映像作品

#### イメージDVD
| 発売日         | タイトル                            | 規格品番   | メーカー                   |
| -------------- | ----------------------------------- | ---------- | -------------------------- |
| 2010年9月25日  | 花蜜                                | IDOL-083   | アイドルファクトリー       |
| 2010年12月25日 | 激嬢 -妄想ふたり曼陀羅- 神ユキ&壇蜜 | ADEN-020   | ARDEN                      |
| 2011年3月25日  | Nymphomania                         | ENTO-032   | 有限会社タオ               |
| 2011年9月29日  | Nymphomania 2                       | ENTO-036   | 有限会社タオ               |
| 2012年3月25日  | Nymphomania 3                       | ENTO-040   | 有限会社タオ               |
| 2012年6月29日  | 色情遊戯                            | KU-094     | Visual Produce KUDETA      |
| 2012年8月31日  | 色情遊戯2                           | KU-096     | Visual Produce KUDETA      |
| 2013年3月25日  | 色職-SHIKI-SYOKU-                   | LCDV-40573 | ラインコミュニケーションズ |
| 2013年3月25日  | ニンフォドリーム                    | LCDV-40574 | ラインコミュニケーションズ |
| 2013年6月25日  | Spy Film                            | OAE-078    | エアーコントロール         |

#### 作品関連DVD
| 発売日        | タイトル                                  | 規格品番 | メーカー |
| ------------- | ----------------------------------------- | -------- | -------- |
| 2012年10月5日 | 壇蜜と僕たち                              |          | 角川書店 |
| 2013年3月15日 | 私の奴隷になりなさい ディレクターズカット |          | 角川書店 |

#### 番組DVD
| 発売日        | タイトル                                                                         | 規格品番 | メーカー     |
| ------------- | -------------------------------------------------------------------------------- | -------- | ------------ |
| 2013年2月10日 | 壇蜜のエプロンディナー Vol.1                                                     |          | つくばテレビ |
| 2013年4月19日 | 壇蜜女学園 業界用語の基礎知識 Vol.1 〜タクシー・CA・刑務官の業界用語〜           |          | 角川書店     |
| 2013年5月24日 | 壇蜜女学園 業界用語の基礎知識 Vol.2 〜不動産・ラーメン店・参議院議員の業界用語〜 |          | 角川書店     |
| 2013年6月21日 | 壇蜜女学園 業界用語の基礎知識 Vol.3 〜歯科医・相撲・フィットネスの業界用語〜     |          | 角川書店     |
| 2013年7月26日 | 壇蜜女学園 業界用語の基礎知識 Vol.4 〜声優・マイレージ・高級クラブの業界用語〜   |          | 角川書店     |

## 出版

### 写真集
- 『モナリザ-雫-』『モナリザ-結晶-』（2019年3月、講談社）西田幸樹

- あなたに祈りを（2016年10月、講談社）西田幸樹 ISBN 978-4-06-220305-0
- 甘い鞭（2013年9月、角川書店）ISBN 978-4-04-110569-6
- 壇蜜 蜜パンティ（ベストムックシリーズ・85エキサイティングBEST53）（2013年3月、ベストセラーズ、撮影：西田幸樹）ISBN 978-4-584-20485-6
- 私の奴隷になりなさい 壇蜜写真集 濃蜜（2012年10月、角川書店(角川グループパブリッシング)、撮影：橋本雅司）ISBN 978-4-04-110322-7
- Pet's Eye（2010年11月、発売マイウエイ出版）

### 著書
- 私を美術館に連れてって―いつでも鑑賞できるミュージアム（山下裕二と共著：2022年5月、小学館）
- 三十路女は分が悪い（2020年12月、中央公論新社）
- 結婚してみることにした。 壇蜜ダイアリー2（2020年3月、文藝春秋）
- はんぶんのユウジと（2019年10月、文藝春秋）初の小説
- 死とエロスの旅（2019年6月、集英社）ネパール・メキシコ・タイの紀行

- 壇蜜ダイアリー（2019年1月、文藝春秋）ISBN 978-4163909547
- 噂は噂 壇蜜日記4（2018年1月、文藝春秋）
- たべたいの（2017年11月、新潮社）食エッセイ
- 男と女の理不尽な愉しみ（林真理子と共著：2017年11月、集英社）
- 壇蜜歳時記（2016年11月、大和書房）四季折々の俳句&写真と一年を巡る
- 泣くなら、ひとり 壇蜜日記3（2016年10月、文藝春秋）
- 壇蜜日記2（2015年9月、文藝春秋）
- どうしよう（2016年2月、マガジンハウス）書き下ろしエッセイ
- 壇蜜日記（2014年10月、文藝春秋）文庫完全書下ろし
- はじしらず（2013年12月、朝日新聞出版）フォトエッセイ
- エロスのお作法（2013年4月、大和書房）ISBN 978-4-479-77184-5 女性向けの恋愛指南本
- 蜜の味（2013年2月、小学館）ISBN 978-4-09-363735-0

### 電子書籍
- 新・壇蜜日記 人妻は嗜好品（2021年3月、文藝春秋）
- 新・壇蜜日記2 まあまあ幸せ（2022年4月、文藝春秋）
- 壇蜜日記0（2014年12月、文藝春秋）グラビア付

### 電子写真集
- 妄想ふたり曼荼羅Ver.01
- 妄想ふたり曼荼羅Ver.02
- 妄想ふたり曼荼羅Ver.03
- 妖艶な匂い〜壇蜜「Hな黒髪フェロモン」（2011年10月19日）[128]
- 黒髪に魅せられて（2012年10月19日）
- 壇蜜という女（2012年12月21日）
- 壇蜜という女2（2012年12月28日）
- 壇蜜という女3
- 壇蜜という女4
- デジタル週プレ写真集 壇蜜「雌の扉」（2014年2月）
- デジタル週プレ写真集 壇蜜「壇蜜にしかできないこと」（2014年3月）
- デジタル週プレ写真集 壇蜜「DANMITSU AIRLINEへようこそ!」（2014年10月）
- デジタル週プレ写真集 壇蜜「密着」（2015年12月）
- 週プレnet Extra
  - EX51 蜜あふるる約束の場所
  - EX96 右手の恋人
  - EX126
  - EX203
- 壇蜜 THE BEST 未公開カット収録
- 花密（フロームワン） [Kindle版]
  1. （2012年12月）
  2. （2012年12月）
- あなた好みの妻（キントーンジャパン）[Kindle版]（2013年1月）
- 壇蜜 アキバ書房 特別編集版2版 [Kindle版]（2013年1月）
- 媚薬のミスト 壇蜜 [Kindle版]（2013年2月）
- 貴方にハァハァして欲しい（2013年9月）
- 壇蜜秘蔵集Vol.1 秘録色職図鑑（2016年1月）
- 壇蜜秘蔵集Vol.2 蜜夢遊戯（2016年3月、ラインコミュニケーションズ ）

### カレンダー
- 壇蜜 2013カレンダー
- 壇蜜 2014カレンダー（2013年10月）
- 壇蜜 2015カレンダー
- 壇蜜 2016カレンダー
- 壇蜜 2017カレンダー

### その他書籍
- 業界用語の基礎知識 壇蜜女学園 番組公式本「業界用語の基礎知識BOOK」（2013年3月、角川書店(角川グループパブリッシング)）ISBN 978-4-04-110422-4
- 壇蜜の妄想レストラン〜お伴するならこんなお店舗（みせ）〜（ぴあMOOK）（2013年4月、ぴあ）ISBN 978-4-8356-2207-1
- にしもとひでお・著『ちょっと盛りました。』（講談社）3巻 ISBN 978-4-06-395002-1※インタビュー記事収録

### 雑誌
（複数回掲載のみ）
- FRIDAY 2012年3月9日号・4月6日号・6月15日号・7月27日号・8月24日号・9月7日号・10月12日号・12月21日号・2013年1月25日号
- FRIDAY DYNAMITE（フライデーダイナマイト）2012年1/9号・4/10増刊号・5/16増刊号・8/31増刊号・11/12増刊号
- 週刊アサヒ芸能 第六十七巻十七号、5/31号、第六十七巻三十号、第六十七巻三十四号、第六十七巻四十一号、12/27号、2013年1/3-10合併特別号、1/31特大号、4/4特大号
- 週刊プレイボーイ 2012年2月13日号・7月2日号・8月20日号・9月3日号・10月15日号〜 連載「壇蜜のえろばかっ。」
- ヤングマガジン 2012年4月30日号・8月13日号・11月19日号・2013年4・5合併号
- EX MAX 2012年7月号・8月号・2013年1月号〜4月号 連載「秘密の花園」
- 週刊大衆 2012年6/4号、8/13号、8/20&27合併号、12/31号、2013年2/11号
- アサ芸Secret VOL. 16・17・18・19
- 素っぴんDMM 2012年9月号、2012年10月号
- FLASH 2012年9月11日号、2012年10月23日号、2012年12月24日号、2013年1月8・15日号、2013年2月5日号
- 週刊実話 2012年11月29日号 - 、連載「男を”勃てる"壇蜜食堂」
- 週刊文春 2012年10月25日号、2013年1月3日・10日新年特大号
- 週刊現代 2012年9月8日号、2013年1月19日号、2月2日号、2月16日・23日合併号
- 週刊ポスト 2013年1月11日号、1月18日号、2月1日号
- 週刊SPA! 2011年12/6号、2012年1/15号、2012/6/26号、2013/2/19号
- ENTERTAINMENT Dash 2012年7月号、9月号、2013年2月号
- 黄金のGT 2012年7月号、2012年9月増刊号（ハプニングPOWERS SPECIAL）、2013年3月号、2013年6月増刊号（黄金のGT EXCITING）
- 小説野性時代 Vol.108、Vol.111
- 実話時報ゴールデン2013年1月号、2月号、3月号
- BREAK Max 2012年6月号、2013年3月号
- EX大衆 2012年6月号、7月号
- GQ JAPAN 2013年2月号、2013年10月号
- ビッグコミック 2013年2月10日号、2013年4月10日号（表紙）
- ヤングアニマル嵐 No.5 2012年5月1日増刊（袋とじ）、No.10  2013年10月1日増刊（袋とじ）
- 一個人 2013年12月号増刊おとなの流儀 vol.4、2014年7月号
- 朝日新聞　スタイルアサヒ（2017年9月号、10月号）

### その他
- 美女タレント発掘プロジェクト どるばこ file no.275（SPA! 2010年3月23日号：齋藤支靜加 名義）
- 神室町キャバ嬢TV
- Recommended Eggs 壇蜜（スクランブルエッグ on the Web）
- アイドルサラブレッドクラブ（2011年5月1日、5月29日、6月26日）[129]
- DMM.com デスクトップギャルコレクション 2011年8月号
- Yha! Hip & Lip (ヤァ ! ヒップ アンド リップ) 2011年8月号（付録DVD 映画「足と風の戯れ」（監督：有馬顕）主役）・2012年2月号・2012年4月号
- 各駅停車人妻紀行 壇蜜
- 東京スポーツ（2012年7月13日、2012年7月26日、2012年9月14日、2012年11月4日）[130]
- 日刊サイゾー 映画『私の奴隷になりなさい』公開記念インタビュー「「四六時中、エロいこと考えてます」“史上最強のエロス神”壇蜜が日刊サイゾーに降臨!」（2012年10月31日）
- 夕刊フジ「壇蜜のハァハァしてる?」（2012年11月5日 - 11月9日）
  - 11月5日、壇蜜、映画ヒロインに“妙な共感”…欲望に貪欲で正直
  - 11月6日、撮影でヌードになる…母から出た意外な一言
  - 11月7日、“先生”に懇願「プレー中は好きにして…」　過激シーンの真相
  - 11月8日、壇蜜、撮影で前貼り&ニプレスつけないワケ
  - 11月9日、壇蜜が信じる“天命”…飛べるのは皆様のおかげ
- 夕刊フジ「壇蜜のもっとハァハァしてる?」（2013年1月24日 - ）
- WBA世界スーパーフェザー級王座統一戦  内山高志 VS ブライアン・バスケス（2012年12月31日） - ラウンドガール[131][132]
- 2013年3月26日、週刊プレイボーイPresents 週プレ大學 壇蜜の蜜談ナイト〜えろばかってる?〜
- 2013年4月7日、「壇蜜トークショウ」[133]
- 協力対戦型バトルRPG『デーモントライヴ』のイメージキャラクター[134]
- 『彼女はいいなり』（サタミシュウ作、角川文庫）解説
- 『このSを、見よ!』13巻 （北崎拓 作、小学館）推薦文
- 日本ふんどし協会「ベストフンドシスト2012」[135]
- 朝日新聞 2013年2月16日夕刊「エロス 女だって語りたい」
- 毎日新聞 2013年2月19日夕刊「特集ワイド:エロスの女王・壇蜜の味は?」[136]
- CR牙狼 牙狼大使
- 朝日新聞 2013年4月10日朝刊「クロスレビュー タレント壇蜜」
- 「The Best of Beauty 2013」30代部門 受賞